# Електрообладнання
Електроустаткува́ння (електрообладнання), (рос.электрооборудование, англ. electrical equipment, нім. elektrische Einrichtung f (Ausstattung f)) — сукупність електричних машин, апаратів, пристроїв, допоміжного обладнання (разом зі спорудами та приміщеннями, в яких вони встановлені). Електрообладнання може бути призначене для виробництва, трансформації, передачі, споживання чи розподілу електричної енергії та перетворення її в інший вид енергії.
Основним нормативним документом для створення електроустаткування є «Правила улаштування електроустановок» (ПУЕ), а при експлуатації — «Правила технічної експлуатації електроустановок споживачів» (ПТЕЕС).